# Terry Malkin
Thomas Alfred Terence „Terry“ Malkin (* 20. September 1935 in Tadcaster; † 18. März 2010 in Vestby) war ein britischer Eisschnellläufer.

## Werdegang
Malkin nahm von 1959 bis 1964 an internationalen Wettbewerben teil. Dabei errang er bei der Mehrkampfweltmeisterschaft 1959 in Oslo den 29. Platz im Großen Vierkampf. In der Saison 1959/60 belegte er dort bei der Mehrkampfeuropameisterschaft 1960 den 16. Platz im Großen Vierkampf und bei den Olympischen Winterspielen 1960 in Squaw Valley den 40. Platz über 1500 m sowie den 33. Rang über 5000 m. In den folgenden Jahren kam er bei der Mehrkampfeuropameisterschaft 1962 in Oslo auf den 27. Platz und bei der Mehrkampfeuropameisterschaft 1963 in Göteborg auf den 20. Rang im Großen Vierkampf. In der Saison 1963/64 belegte er nach Platz 11 im Großen Vierkampf bei der Mehrkampfeuropameisterschaft 1964 in Oslo, bei den Olympischen Winterspielen 1964 in Innsbruck den 27. Platz über 500 m, den 16. Rang über 5000 m, den 11. Platz über 1500 m und den achten Platz über 10.000 m. Bei seiner letzten Teilnahme an einer Weltmeisterschaft bei der Mehrkampfweltmeisterschaft 1964 in Helsinki lief er auf den 20. Platz im Großen Vierkampf.

## Erfolge

### Olympische Spiele
- 1960 Squaw Valley: 33. Platz 5000 m, 40. Platz 1500 m
- 1964 Innsbruck: 8. Platz 10.000 m, 11. Platz 1500 m, 16. Platz 5000 m, 27. Platz 500 m

### Mehrkampf-Weltmeisterschaften
- 1959 Oslo: 29. Platz Großer Vierkampf
- 1964 Helsinki: 20. Platz Großer Vierkampf

### Mehrkampf-Europameisterschaften
- 1960 Oslo: 16. Platz Großer Vierkampf
- 1962 Oslo: 27. Platz Großer Vierkampf
- 1963 Göteborg: 20. Platz Großer Vierkampf
- 1964 Oslo: 11. Platz Großer Vierkampf

## Persönliche Bestzeiten
| Disziplin | Zeit        | Datum            | Ort       |
| --------- | ----------- | ---------------- | --------- |
| 500 m     | 42,6 s      | 4. Februar 1964  | Innsbruck |
| 1000 m    | 1:49,1 min  | 1. Februar 1961  | Jessheim  |
| 1500 m    | 2:12,8 min  | 12. Februar 1964 | Oslo      |
| 3000 m    | 4:35,7 min  | 12. Februar 1964 | Oslo      |
| 5000 m    | 7:57,1 min  | 12. Februar 1964 | Oslo      |
| 10.000 m  | 16:30,1 min | 19. Januar 1964  | Oslo      |